# Alev Siesbye
Alev Siesbye, född Ebüzziya  30 augusti 1938 i Istanbul, är en turkisk-dansk keramiker, sedan 1989 bosatt i Paris.
"I am obsessional - I do nothing but pots. Large pots, very large pots, small pots and pots that in range in between. Pots in the blues of the ancient Middle East. Pots in beige with thin white and orange stripes, white pots with thin brown stripes, grey pots, yellow pots, pots in browns and blacks."
Siesbye finns bland annat representerad på Nationalmuseum i Stockholm,  Victoria and Albert Museum i London  och på İstanbul Kadın Müzesi. 